# Новосергеевка (Серышевский район)
В Амурской области в Архаринском районе тоже есть село Новосергеевка.
Новосерге́евка — село в Серышевском районе Амурской области России. Административный центр Новосергеевского сельсовета.

## География
Село находится на правом берегу реки Томь (левый приток Зеи), на расстоянии 44 км (через сёла Поляна, Красная Поляна, Бочкарёвку, Хитровку, Белогородку и Паруновку) к юго-востоку от посёлка городского типа Серышево, административного центра района.
На восток от села Новосергеевка (вверх по правому берегу реки Томь) идёт дорога к сёлам Рождественка, Широкий Лог, Соколовка и Воскресеновка.

## Население
| 2002 | 2010 | 2012 | 2013 | 2014 | 2015 | 2016 |
| ---- | ---- | ---- | ---- | ---- | ---- | ---- |
| 572  | ↘495 | ↘478 | ↘475 | ↘467 | ↗469 | ↗473 |
| 2017 | 2018 |      |      |      |      |      |
| ↘472 | ↘462 |      |      |      |      |      |

## Улицы
| - ул. Амурская, - пер. Кущево, - ул. Луговая, | - ул. Новая, - ул. Октябрьская, - ул. Трудовая. |

## Экономика
Сельскохозяйственные предприятия Серышевского района.